# ロンドンの鉄道駅一覧
ロンドンの鉄道駅一覧（ロンドンのてつどうえきいちらん）では、グレーター・ロンドンにある全旅客駅を一覧にまとめる。ロンドン地下鉄・トラムリンク・ドックランズ・ライト・レイルウェイの旅客駅も含む。
他の駅に関しては以下のリストを参照のこと。
- ロンドンの廃止駅一覧（ロンドン地下鉄を除く）
- ロンドンの鉄道駅：ロンドン中心部にある鉄道駅（ターミナル駅）
- Category:イギリスの鉄道駅：イギリス全土の鉄道駅

## 駅一覧
駅名表記はによる。ブラックフライアーズ、ウォータールー・イーストと他の11のターミナル駅（ムーアゲート駅を除く）が始発駅である。以下のリストではこの13駅に※印を付している。

### あ行
| 駅名（英語表記）                     | 駅名（日本語表記）                         | 路線 |
| ------------------------------------ | ------------------------------------------ | --- |
| Arsenal station                      | アーセナル駅                               | ピカデリー線 |
| Archway station                      | アーチウェイ駅                             | ノーザン線 |
| Arnos Grove station                  | アーノス・グローヴ駅                       | ピカデリー線 |
| Earl's Court station                 | アールズ・コート駅                         | ディストリクト線、ピカデリー線 |
| Island Gardens station               | アイランド・ガーデンズ駅                   | ドックランズ・ライト・レイルウェイ |
| Avenue Road stop                     | アヴェニュー・ロード駅                     | トラムリンク・ルート2 |
| Acton Central station                | アクトン・セントラル駅                     | ノース・ロンドン線 |
| Acton Town station                   | アクトン・タウン駅                         | ディストリクト線、ピカデリー線 |
| Acton Main Line station              | アクトン・メイン・ライン駅                 | グリーンフォード支線、グレート・ウェスタン本線、クロスレール（予定）                                                                        |
| Uxbridge station                     | アックスブリッジ駅                         | ピカデリー線、メトロポリタン線 |
| Upper Holloway station               | アッパー・ホロウェイ駅                     | ゴスペル・オーク-バーキング線 |
| Upton Park station                   | アプトン・パーク駅                         | ディストリクト線、ハマースミス&シティー線                                                                                                   |
| Upney station                        | アップニー駅                               | ディストリクト線 |
| Upminster station                    | アップミンスター駅                         | ディストリクト線、ロムフォード-アップミンスター線、ロンドン・ティルベリー・アンド・サウスエンド線                                           |
| Upminster Bridge station             | アップミンスター・ブリッジ駅               | ディストリクト線 |
| Addington Village stop               | アディングドン・ヴィレッジ駅               | トラムリンク・ルート3 |
| Abbey Wood station                   | アビー・ウッド駅                           | ノース・ケント線、クロスレール（予定） |
| Abbey Road station                   | アビー・ロード駅                           | ドックランズ・ライト・レイルウェイ |
| Arena stop                           | アリーナ駅                                 | トラムリンク・ルート1、トラムリンク・ルート2                                                                                                |
| Aldgate station                      | アルトゲイト駅                             | サークル線、メトロポリタン線 |
| Aldgate East station                 | アルドゲイト・イースト駅                   | ディストリクト線、ハマースミス&シティー線                                                                                                   |
| Alperton station                     | アルパートン駅                             | ピカデリー線 |
| Alexandra Palace station             | アレキサンドラ・パレス駅                   | イースト・コースト本線、ハートフォード・ループ線                                                                                            |
| Ampere Way stop                      | アンペア・ウェイ駅                         | トラムリンク・ルート3 |
| East Acton station                   | イースト・アクトン駅                       | セントラル線 |
| East India station                   | イースト・インディア駅                     | ドックランズ・ライト・レイルウェイ |
| East Croydon station                 | イースト・クロイドン駅                     | テムズリンク、トラムリンク（全路線）、ブライトン本線                                                                                        |
| Eastcote station                     | イーストコート駅                           | ピカデリー線、メトロポリタン線 |
| East Ham station                     | イースト・ハム駅                           | ディストリクト線、ハマースミス&シティー線                                                                                                   |
| East Putney station                  | イースト・パットニー駅                     | ディストリクト線 |
| East Finchley station                | イースト・フィンチリー駅                   | ノーザン線 |
| Ealing Common station                | イーリング・コモン駅                       | ディストリクト線、ピカデリー線 |
| Ealing Broadway station              | イーリング・ブロードウェイ駅               | グリーンフォード支線、グレート・ウェスタン本線、セントラル線、ディストリクト線、ヒースロー・コネクト                                        |
| Ickenham station                     | イックナム駅                               | ピカデリー線、メトロポリタン線 |
| Enfield Town station                 | インフィールド・タウン駅                   | リー・ヴァレー・ラインズ |
| Enfield Chase station                | インフィールド・チェイス駅                 | ハートフォード・ループ線 |
| Enfield Lock station                 | インフィールド・ロック駅                   | ウェスト・アングリア本線、リー・ヴァレー・ラインズ                                                                                          |
| Willesden Green station              | ウィルズデン・グリーン駅                   | ジュビリー線 |
| Willesden Junction station           | ウィルズデン・ジャンクション駅             | ウェスト・ロンドン線、ノース・ロンドン線、ベーカールー線、ワトフォードDC線                                                                  |
| Winchmore Hill station               | ウインチモア・ヒル駅                       | ハートフォード・ループ線 |
| Wimbledon station                    | ウィンブルドン駅                           | サウス・ウェスタン本線、サットン・ループ線、ディストリクト線、トラムリンク・ルート3                                                         |
| Wimbledon Chase station              | ウィンブルドン・チェイス駅                 | サットン・ループ線 |
| Wimbledon Park station               | ウィンブルドン・パーク駅                   | ディストリクト線 |
| Woolwich Arsenal station             | ウーウィッチ・アーセナル駅                 | ドックランズ・ライト・レイルウェイ、ノース・ケント線                                                                                        |
| West Acton station                   | ウェスト・アクトン駅                       | セントラル線 |
| West Ealing station                  | ウェスト・イーリング駅                     | グリーンフォード支線、グレート・ウェスタン本線、ヒースロー・コネクト                                                                        |
| West India Quay station              | ウェスト・インディア・キー駅               | ドックランズ・ライト・レイルウェイ |
| West Croydon station                 | ウェスト・クロイドン駅                     | イーストロンドン線、トラムリンク（全線）、ブライトン本線 他1路線                                                                            |
| West Kensington station              | ウェスト・ケンジントン駅                   | ディストリクト線 |
| West Sutton station                  | ウェスト・サットン駅                       | サットン・ループ線 |
| West Silvertown station              | ウェスト・シルヴァータウン駅               | ドックランズ・ライト・レイルウェイ |
| West Drayton station                 | ウェスト・ドレイトン駅                     | グレート・ウェスタン本線 |
| West Ham station                     | ウェスト・ハム駅                           | ジュビリー線、ディストリクト線、ハマースミス&シティー線、ロンドン・ティルベリー・アンド・サウスエンド線、ドックランズ・ライト・レイルウェイ |
| West Hampstead station               | ウエスト・ハムステッド駅                   | ノース・ロンドン線 |
| West Hampstead station               | ウエスト・ハムステッド駅                   | ジュビリー線 |
| West Hampstead Thameslink station    | ウエスト・ハムステッド駅                   | テムズリンク |
| West Harrow station                  | ウェスト・ハーロウ駅                       | メトロポリタン線 |
| West Finchley station                | ウェスト・フィンチリー駅                   | ノーザン線 |
| Westferry station                    | ウェストフェリー駅                         | ドックランズ・ライト・レイルウェイ |
| West Brompton station                | ウェスト・ブロンプトン駅                   | ウェスト・ロンドン線、ディストリクト線 |
| Westminster station                  | ウェストミンスター駅                       | サークル線、ジュビリー線、ディストリクト線                                                                                                  |
| West Ruislip station                 | ウェスト・ライスリップ駅                   | セントラル線、チルターン本線 |
| Welling station                      | ウェリング駅                               | ベクスリーヒース線 |
| Wellesley Road stop                  | ウェルズレイ・ロード駅                     | トラムリンク（全路線） |
| Wembley Stadium station              | ウェンブリー・スタジアム駅                 | チルターン本線 |
| Wembley Central station              | ウェンブリー・セントラル駅                 | ベイカールー線、ワトフォードDC線、ミルトン・キーズ - イースト・クロイドン                                                                   |
| Wembley Park station                 | ウェンブリー・パーク駅                     | ジュビリー線、メトロポリタン線 |
| Waterloo station                     | ウォータールー駅                           | ウェスト・オブ・イングランド線、ウォータールー-レディング線、サウス・イースタン本線 他7路線                                                 |
| Waterloo East station                | ウォータールー・イースト駅                 | ケーターハム線、サウス・イースタン線、タッテナム・コーナー線                                                                                |
| Waterloo tube station                | ウォータールー駅 (ロンドン地下鉄)          | ウォータールー&シティー線、ジュビリー線、ノーザン線、ベーカールー線                                                                         |
| Warren Street station                | ウォーレン・ストリート駅                   | ヴィクトリア線、ノーザン線 |
| Walthamstow Queens Road station      | ウォルサムストウ・クイーンズ・ロード駅     | ゴスペル・オーク-バーキング線 |
| Walthamstow Central station          | ウォルサムストウ・セントラル駅             | ヴィクトリア線、リー・ヴァレー・ラインズ |
| Woodgrange Park station              | ウッドグランジ・パーク駅                   | ゴスペル・オーク-バーキング線 |
| Wood Green station                   | ウッド・グリーン駅                         | ピカデリー線 |
| Woodside stop                        | ウッドサイド駅                             | トラムリンク・ルート1、トラムリンク・ルート2                                                                                                |
| Woodside Park station                | ウッドサイド・パーク駅                     | ノーザン線 |
| Wood Street station                  | ウッド・ストリート駅                       | リー・ヴァレー・ラインズ |
| Woodford station                     | ウッドフォード駅                           | セントラル線 |
| Wood Lane station                    | ウッド・レーン駅                           | ハマースミス&シティー線 |
| Edgware station                      | エッジウェア駅 (ロンドン地下鉄)            | ノーザン線 |
| Edgware Road station                 | エッジウェア・ロード駅                     | サークル線、ディストリクト線、ハマースミス&シティー線                                                                                       |
| Edgware Road station (Bakerloo Line) | エッジウェア・ロード駅 (ベーカールー線)    | ベイカールー線 |
| Essex Road station                   | エセックス・ロード駅                       | ノーザン・シティ線、チェルシー-ハクニー線（計画中）                                                                                         |
| Edmonton Green station               | エドモントン・グリーン駅                   | リー・ヴァレー・ラインズ |
| Emerson Park station                 | エマーソン・パーク駅                       | ロムフォード-アップミンスター線 |
| Elverson Road station                | エルヴァーサン・ロード駅                   | ドックランズ・ライト・レイルウェイ |
| Eltham station                       | エルタン駅                                 | ベクスリーヒース線 |
| Elmers End station                   | エルマーズ・エンド駅                       | トラムリンク・ルート1、ヘイズ線 |
| Elm Park station                     | エルム・パーク駅                           | ディストリクト線 |
| Elephant & Castle station            | エレファント&キャッスル駅                  | サットン・ループ線 他1路線 |
| Elephant & Castle station            | エレファント&キャッスル駅 (ロンドン地下鉄) | ノーザン線、ベーカールー線 |
| Angel station                        | エンジェル駅                               | ノーザン線 |
| Angel Road station                   | エンジェル・ロード駅                       | ウェスト・アングリア本線 |
| Embankment station                   | エンバンクメント駅                         | サークル線、ディストリクト線、ノーザン線、ベイカールー線                                                                                    |
| Oakwood station                      | オークウッド駅                             | ピカデリー線 |
| Oakleigh Park station                | オークリー・パーク駅                       | イースト・コースト本線 |
| All Saints station                   | オール・セインツ駅                         | ドックランズ・ライト・レイルウェイ |
| Oval station                         | オーヴァル駅                               | ノーザン線 |
| Old Street station                   | オールド・ストリート駅                     | ノーザン・シティ線、ノーザン線 |
| Osterley station                     | オスタレー駅                               | ピカデリー線 |
| Oxford Circus station                | オックスフォード・サーカス駅               | ヴィクトリア線、セントラル線、ベーカールー線                                                                                                |

### か行
| 駅名（英語表記）                    | 駅名（日本語表記）                     | 路線 |
| ----------------------------------- | -------------------------------------- | --- |
| Carshalton station                  | カーシャルトン駅                       | サットン&モール・ヴァレー・ラインズ、テムズリンク                                                                               |
| Custom House station                | カスタム・ハウス駅                     | ドックランズ・ライト・レイルウェイ、クロスレール（予定）                                                                        |
| Gunnersbury station                 | ガナーズベリー駅                       | ディストリクト線、ノース・ロンドン線                                                                                            |
| Canada Water station                | カナダ・ウォーター駅                   | イーストロンドン線、ジュビリー線                                                                                                |
| Canary Wharf station                | カナリー・ワーフ駅                     | ジュビリー線 |
| Canary Wharf station                | カナリー・ワーフ駅                     | ドックランズ・ライト・レイルウェイ                                                                                              |
| Canning Town station                | カニング・タウン駅                     | ジュビリー線、ドックランズ・ライト・レイルウェイ、ノース・ロンドン線                                                            |
| Camden Town station                 | カムデン・タウン駅                     | ノーザン線 |
| Camden Road station                 | カムデン・ロード駅                     | ノース・ロンドン線 |
| Caledonian Road station             | カレドニアン・ロード駅                 | ピカデリー線 |
| Caledonian Road & Barnsbury station | カレドニアン・ロード&バーンズベリー駅  | ノース・ロンドン線 |
| Gants Hill station                  | ガンツ・ヒル駅                         | セントラル線 |
| Kidbrooke station                   | キッドブルック駅                       | ベクスリーヒース線 |
| Catford station                     | キャットフォード駅                     | キャットフォード・ループ線 |
| Catford Bridge station              | キャットフォード・ブリッジ駅           | ヘイズ線 |
| Cannon Street station               | ※キャノン・ストリート駅                | サウス・イースタン本線、サークル線、ディストリクト線                                                                            |
| Canons Park station                 | キャノンズ・パーク駅                   | ジュビリー線 |
| Canonbury station                   | キャノンベリー駅                       | ノース・ロンドン線、イースト・ロンドン線                                                                                        |
| Kew Gardens station                 | キュー・ガーデンズ駅 (ロンドン)        | ディストリクト線、ノース・ロンドン線                                                                                            |
| Kew Bridge station                  | キュー・ブリッジ駅                     | ハウンスロー・ループ線 |
| Kilburn station                     | キルバーン駅                           | ジュビリー線 |
| Kilburn High Road station           | キルバーン・ハイ・ロード駅             | ワトフォードDC線 |
| King George V station               | キング・ジョージV駅                    | ドックランズ・ライト・レイルウェイ                                                                                              |
| King's Cross station                | ※キングスクロス駅                      | イースト・コースト本線、ヴィクトリア線、サークル線、ノーザン線、ハマースミス&シティー線、ピカデリー線、メトロポリタン線 他2路線 |
| King's Cross St. Pancras station    | キングス・クロス・セント・パンクラス駅 | ヴィクトリア線、サークル線、ノーザン線、ハマースミス&シティー線、ピカデリー線、メトロポリタン線                                 |
| Knightsbridge station               | キングズブリッジ駅                     | ピカデリー線 |
| Kingsbury station                   | キングスベリー駅                       | ジュビリー線 |
| King Henry's Drive stop             | キング・ヘンリーズ・ドライヴ駅         | トラムリンク・ルート3 |
| Queensway station                   | クイーンズウェイ駅                     | セントラル線 |
| Queen's Park station                | クイーンズ・パーク駅                   | ベーカールー線、ワトフォードDC線                                                                                                |
| Queensbury station                  | クイーンズベリー駅                     | ジュビリー線 |
| Coombe Lane stop                    | クーム・レーン駅                       | トラムリンク・ルート3 |
| Goodge Street station               | グージ・ストリート駅                   | ノーザン線 |
| Gravel Hill stop                    | グラヴェル・ヒル駅                     | トラムリンク・ルート3 |
| Crouch Hill station                 | クラウチ・ヒル駅                       | ゴスペル・オーク-バーキング線                                                                                                   |
| Clapham Common station              | クラパム・コモン駅                     | ノーザン線 |
| Clapham South station               | クラパム・サウス駅                     | ノーザン線 |
| Clapham Junction station            | クラパムジャンクション駅               | ウェスト・オブ・イングランド本線、ウェスト・ロンドン線、オルトン線、サウス・ウェスタン本線、ブライトン本線 他7路線2支線         |
| Clapham North station               | クラパム・ノース駅                     | ノーザン線 |
| Clapham High Street station         | クラパム・ハイ・ストリート駅           | サウス・ロンドン線 |
| Clapton station                     | クラプトン駅                           | ウェスト・アングリア本線、リー・ヴァレーラインズ                                                                                |
| Greenwich station                   | グリニッジ駅                           | ドックランズ・ライト・レイルウェイ、グリニッジ線                                                                                |
| Green Park station                  | グリーン・パーク駅                     | ヴィクトリア線、ジュビリー線、ピカデリー線                                                                                      |
| Greenford station                   | グリーンフォード駅                     | セントラル線、グリーンフォード支線                                                                                              |
| Crystal Palace station              | クリスタル・パラス駅                   | アウター・サウス・ロンドン線、イースト・ロンドン線、ブライトン本線                                                              |
| Cricklewood station                 | クリックルウッド駅                     | テムズリンク |
| Great Portland Street station       | グレート・ポートランド・ストリート駅   | サークル線、ハマースミス&シティー線                                                                                             |
| Grange Park station                 | グレンジ・パーク駅                     | ハートフォード・ループ線 |
| Grange Hill station                 | グレンジ・ヒル駅                       | セントラル線 |
| Crews Hill station                  | クルーズ・ヒル駅                       | ハートフォード・ループ線 |
| Gloucester Road station             | グロスター・ロード駅                   | サークル線、ディストリクト線、ピカデリー線                                                                                      |
| Crossharbour station                | クロスハーバー駅                       | ドックランズ・ライト・レイルウェイ                                                                                              |
| Crofton Park station                | クロフトン・パーク駅                   | キャットフォード・ループ線 |
| Kennington station                  | ケニントン駅                           | ノーザン線 |
| Kensal Green station                | ケンサル・グリーン駅                   | ベーカールー線、ワトフォードDC線                                                                                                |
| Kensal Rise station                 | ケンサル・ライズ駅                     | ノース・ロンドン線 |
| Kensington Olympia station          | ケンジントン・オリンピア駅             | ディストリクト線、ノース・ロンドン線                                                                                            |
| Kentish Town station                | ケンティッシュ・タウン駅               | サットン・ループ線、テムズリンク、ノーザン線                                                                                    |
| Kentish Town West station           | ケンティッシュ・タウン・ウェスト駅     | ノース・ロンドン線 |
| Kenton station                      | ケントン駅                             | ベーカールー線、ワトフォードDC線                                                                                                |
| Cambridge Heath station             | ケンブリッジ・ヒース駅                 | ウェスト・アングリア本線、リー・ヴァレー・ラインズ                                                                              |
| Gordon Hill station                 | ゴードン・ヒル駅                       | ハートフォード・ループ線 |
| Golders Green station               | ゴルダーズ・グリーン駅                 | ノーザン線 |
| Goldhawk Road station               | ゴールドホーク・ロード駅               | ハマースミス&シティー線 |
| Gospel Oak station                  | ゴスペル・オーク駅                     | ゴスペル・オーク-バーキング線、ノース・ロンドン線                                                                               |
| Cockfosters station                 | コックフォスターズ駅                   | ピカデリー線 |
| Colliers Wood station               | コリアーズ・ウッド                     | ノーザン線 |
| Colindale station                   | コリンデイル駅                         | ノーザン線 |

### さ行
| 駅名（英語表記）                | 駅名（日本語表記）                            | 路線 |
| ------------------------------- | --------------------------------------------- | --- |
| Cyprus station                  | サイプレス駅                                  | ドックランズ・ライト・レイルウェイ                                                                                   |
| South Acton station             | サウス・アクトン駅                            | ノース・ロンドン線                                                                                                   |
| South Ealing station            | サウス・イーリング駅                          | ピカデリー線 |
| South Wimbledon station         | サウス・ウィンブルドン駅                      | ノーザン線 |
| South Woodford station          | サウス・ウッドフォード駅                      | セントラル線 |
| Southall station                | サウスオール駅                                | グレート・ウェスタン本線、ヒースロー・コネクト、クロスレール（予定）                                                 |
| South Quay station              | サウス・キー駅                                | ドックランズ・ライト・レイルウェイ                                                                                   |
| Southgate station               | サウスゲート駅                                | ピカデリー線 |
| South Kensuington station       | サウス・ケンジントン駅                        | サークル線、ディストリクト線、ピカデリー線                                                                           |
| South Kenton station            | サウス・ケントン駅                            | ベーカールー線、ワトフォードDC線                                                                                     |
| South Tottenham station         | サウス・トテナム駅                            | ゴスペル・オーク-バーキング線                                                                                        |
| South Harrow station            | サウス・ハーロウ駅                            | ピカデリー線 |
| Southfields station             | サウスフィールズ駅                            | ディストリクト線 |
| Southbury station               | サウスベリー駅                                | リー・ヴァレー・ラインズ                                                                                             |
| South Merton station            | サウス・マートン駅                            | サットン・ループ線                                                                                                   |
| South Ruislip station           | サウス・ライスリップ駅                        | セントラル線、チルターン本線                                                                                         |
| Southwark station               | サザーク駅                                    | ジュビリー線 |
| Sutton station                  | サットン駅 (ロンドン)                         | サットン・ループ線、サットン&モール・ヴァレー・ラインズ                                                              |
| Sutton Common station           | サットン・コモン駅                            | サットン・ループ線                                                                                                   |
| Sudbury Town station            | サドベリー・タウン駅                          | ピカデリー線 |
| Sudbury Hill station            | サドベリー・ヒル駅                            | ピカデリー線 |
| Sudbury Hill Harrow station     | サドベリー・ヒル・ハーロウ駅                  | チルターン本線 |
| Sandilands stop                 | サンディランズ駅                              | トラムリンク（全路線）                                                                                               |
| Shepherd's Bush station         | シェパーズ・ブッシュ駅 (ウェストロンドン線)   | ウェスト・ロンドン線、ミルトン・キーンズ - イースト・クロイドン                                                      |
| Shepherd's Bush station         | シェパーズ・ブッシュ駅 (ロンドン地下鉄)       | セントラル線 |
| Shepherd's Bush Market station  | シェパーズ・ブッシュ・マーケット駅            | ハマースミス&シティー線                                                                                              |
| City Thameslink station         | シティ・テムズリンク駅                        | テムズリンク |
| Shadwell railway station        | シャドウェル駅 (ロンドン・オーバーグラウンド) | イースト・ロンドン線                                                                                                 |
| Shadwell station                | シャドウェル駅 (DLR)                          | ドックランズ・ライト・レイルウェイ                                                                                   |
| George Street stop              | ジョージ・ストリート駅                        | トラムリンク（全路線）                                                                                               |
| Shoreditch High Street station  | ショーディッチ・ハイ・ストリート駅            | イースト・ロンドン線                                                                                                 |
| Shortlands station              | ショートランズ駅                              | キャットフォード・ループ線、チルターン本線                                                                           |
| Silver Street station           | シルバー・ストリート駅                        | リー・ヴァレー・ラインズ                                                                                             |
| Swiss Cottage station           | スイス・コテージ駅                            | ジュビリー線 |
| Star Lane station               | スター・レーン駅                              | ドックランズ・ライト・レイルウェイ                                                                                   |
| Stamford Brook station          | スタンフォード・ブルック駅                    | ディストリクト線 |
| Stanmore station                | スタンモア駅                                  | ジュビリー線 |
| Stepney Green station           | ステップニー・グリーン駅                      | ディストリクト線、ハマースミス&シティー線                                                                            |
| Stoke Newington station         | ストーク・ニューイングトン駅                  | リー・ヴァレー・ラインズ                                                                                             |
| Stonebridge Park station        | ストーンブリッジ・パーク駅                    | ベーカールー線、ワトフォードDC線                                                                                     |
| Stockwell station               | ストックウェル駅                              | ノーザン線 |
| Stratford station               | ストラトフォード駅                            | グレート・イースタン本線、セントラル線、ジュビリー線、ドックランズ・ライト・レイルウェイ、ノース・ロンドン線 他2路線 |
| Stratford International station | ストラトフォード国際駅                        | ユーロスター、ドックランズ・ライト・レイルウェイ                                                                     |
| Stratford High Street station   | ストラトフォード・ハイ・ストリート駅          | ドックランズ・ライト・レイルウェイ                                                                                   |
| Streatham station               | ストリタン駅 /strɛtəm/                        | サットン・ループ線、サットン&モール・ヴァレー・ラインズ                                                              |
| Snaresbrook station             | スネアズブルック駅                            | セントラル線 |
| Slade Green station             | スレード・グリーン駅                          | ノース・ケント線 |
| Sloane Square station           | スローン・スクエア駅                          | サークル線、ディストリクト線                                                                                         |
| Seven Sisters station           | セブン・シスターズ駅                          | ヴィクトリア線、リー・ヴァレー・ラインズ                                                                             |
| Therapia Lane stop              | セラピア・レーン駅                            | トラムリンク・ルート3                                                                                                |
| St James Street station         | セント・ジェームズ・ストリート駅              | リー・ヴァレー・ラインズ                                                                                             |
| St James's Park station         | セント・ジェームズ･パーク駅 (ロンドン地下鉄)  | サークル線、ディストリクト線                                                                                         |
| St John's Wood station          | セント・ジョンズ・ウッド駅                    | ジュビリー線 |
| St Johns station                | セント・ジョンズ駅                            | ヘイズ線 |
| St Pancras station              | ※セント・パンクラス駅                         | テムズリンク、ミッドランド本線、ユーロスター                                                                         |
| St. Helier station              | セント・ヘリア駅                              | サットン・ループ線                                                                                                   |
| St. Paul's station              | セント・ポールズ駅                            | セントラル線 |
| Centrale stop                   | セントラル駅                                  | トラムリンク（全路線）                                                                                               |

### た行
| 駅名（英語表記）                 | 駅名（日本語表記）                     | 路線                                                                                             |
| -------------------------------- | -------------------------------------- | ------------------------------------------------------------------------------------------------ |
| Turkey Street station            | ターキー・ストリート駅                 | リー・ヴァレー・ラインズ                                                                         |
| Turnham Green station            | ターナム・グリーン駅                   | ディストリクト線、ピカデリー線                                                                   |
| Turnpike Lane station            | ターンパイク・レーン駅                 | ピカデリー線                                                                                     |
| Dagenham East station            | ダゲナム・イースト駅                   | ディストリクト線                                                                                 |
| Dagenham Dock station            | ダゲナム・ドック駅                     | ロンドン・ティルベリー・アンド・サウスエンド線                                                   |
| Dagenham Heathway station        | ダゲナム・ヒースウェイ駅               | ディストリクト線                                                                                 |
| Tufnell Park station             | タフネル・パーク駅                     | ノーザン線                                                                                       |
| Dalston Kingsland station        | ダルストン・キングスランド駅           | ノース・ロンドン線                                                                               |
| Towre Gateway station            | タワー・ゲートウェイ駅                 | ドックランズ・ライト・レイルウェイ                                                               |
| Tower Hill station               | タワー・ヒル駅                         | サークル線、ディストリクト線                                                                     |
| Dundonald Road stop              | ダンドナルド・ロード駅                 | トラムリンク・ルート3                                                                            |
| Chiswick Park station            | チズウィック・パーク駅                 | ディストリクト線                                                                                 |
| Church Street stop               | チャーチ・ストリート駅                 | トラムリンク（全路線）                                                                           |
| Charing Cross station            | ※チャリング・クロス駅                  | サウス・イースタン本線、ブライトン本線                                                           |
| Charing Cross station            | チャリング・クロス駅 (ロンドン地下鉄)  | ノーザン線、ベーカールー線                                                                       |
| Chancery Lane station            | チャンスリー・レーン                   | セントラル線                                                                                     |
| Chalk Farm station               | チョーク・ファーム駅                   | ノーザン線                                                                                       |
| Chingford station                | チンフォード駅                         | リー・ヴァレー・ラインズ                                                                         |
| Devons Road station              | デヴォンズ・ロード駅                   | ドックランズ・ライト・レイルウェイ                                                               |
| Temple station                   | テンプル駅                             | サークル線、ディストリクト線                                                                     |
| Denmark Hill station             | デンマーク・ヒル駅                     | サウス・ロンドン線                                                                               |
| Dollis Hill station              | ドールズ・ヒル駅                       | ジュビリー線                                                                                     |
| Tooting station                  | トゥーティング駅                       | サットン・ループ線                                                                               |
| Tooting Broadway station         | トゥーティング・ブロードウェイ駅       | ノーザン線                                                                                       |
| Tooting Bec station              | トゥーティング・ベック駅               | ノーザン線                                                                                       |
| Tottenham Court Road station     | トテナム・コート・ロード駅             | クロスレール、セントラル線、ノーザン線                                                           |
| Tottenham Hale station           | トテナム・ヘイル駅                     | ヴィクトリア線、ウェスト・アングリア本線、スタンステッド・エクスプレス、リー・ヴァレー・ラインズ |
| Totteridge and Whetstone station | トテリッジ・アンド・ウェットストーン駅 | ノーザン線                                                                                       |
| Drayton Park station             | ドレイトン・パーク駅                   | ノーザン・シティ線                                                                               |

### な行
| 駅名（英語表記）            | 駅名（日本語表記）           | 路線                                                     |
| --------------------------- | ---------------------------- | -------------------------------------------------------- |
| Nunhead station             | ナンヘッド駅                 | キャットフォード・ループ線、グリニッジ・パーク支線       |
| Neasden station             | ニーズデン駅                 | ジュビリー線                                             |
| New Addington stop          | ニュー・アディングトン駅     | トラムリンク・ルート3                                    |
| New Cross station           | ニュー・クロス駅             | イースト・ロンドン線、ダートフォード・ループ線、ヘイズ線 |
| New Cross Gate station      | ニュー・クロス・ゲート駅     | イースト・ロンドン線、ブライトン本線                     |
| New Southgate station       | ニュー・サウスゲート駅       | イースト・コースト本線                                   |
| New Barnet station          | ニュー・バーネット駅         | イースト・コースト本線                                   |
| Newbury Park station        | ニューベリー・パーク駅       | セントラル線                                             |
| Northumberland Park station | ノーサンバーランド・パーク駅 | ウェスト・アングリア本線、リー・ヴァレー・ラインズ       |
| North Acton station         | ノース・アクトン駅           | セントラル線                                             |
| North Ealing station        | ノース・イーリング駅         | ピカデリー線                                             |
| Northwick Park station      | ノースウィック・パーク駅     | メトロポリタン線                                         |
| North Wembley station       | ノース・ウェンブリー駅       | ベーカールー線、ワトフォードDC線                         |
| Northwood station           | ノースウッド駅               | メトロポリタン線                                         |
| Northwood Hills station     | ノースウッド・ヒルズ駅       | メトロポリタン線                                         |
| North Greenwich station     | ノース・グリニッジ駅         | ジュビリー線                                             |
| North Harrow station        | ノース・ハーロウ駅           | メトロポリタン線                                         |
| Northfields station         | ノースフィールズ駅           | ピカデリー線                                             |
| Northolt station            | ノーソルト駅                 | セントラル線                                             |
| Notting Hill Gate station   | ノッティング・ヒル・ゲート駅 | サークル線、セントラル線、ディストリクト線               |

### は行
| 駅名（英語表記）                                   | 駅名（日本語表記）                                   | 路線 |
| -------------------------------------------------- | ---------------------------------------------------- | --- |
| Barking station                                    | バーキング駅                                         | ゴルペル・オーク-バーキング線、ディストリクト線、ハマースミス&シティー線 他1路線 |
| Barkingside station                                | バーキングサイド駅                                   | セントラル線 |
| Birkbeck station                                   | バークベック駅                                       | トラムリンク・ルート2、ロンドン・ブリッジ - ベックナム・ジャンクション（クリスタル・パラス駅経由） |
| Park Royal station                                 | パーク・ロイヤル駅                                   | ピカデリー線 |
| Parsons Green station                              | パーソンズ・グリーン駅                               | ディストリクト線 |
| Barnes station                                     | バーネス駅                                           | ウォータールー-レディング線、ハウンスロー・ループ線 |
| Barnes Bridge station                              | バーネス・ブリッジ駅                                 | ハウンスロー・ループ線 |
| Barbican station                                   | バービカン駅                                         | サークル線、ハマースミス&シティー線、メトロポリタン線 |
| Palmers Green station                              | パーマーズ・グリーン駅                               | ハートフォード・ループ線 |
| Bermondsey station                                 | バーマンジー駅                                       | ジュビリー線 |
| Perivale station                                   | パーリバル駅                                         | セントラル線 |
| Harringay station                                  | ハーリンゲイ駅                                       | イースト・コースト本線 |
| Harringay Green Lanes station                      | ハーリンゲイ・グリーン・レーンズ駅                   | ゴスペル・オーク-バーキング線 |
| Harrow & Wealdstone station                        | ハーロウ&ウィールドストーン駅                        | ウェスト・コースト本線、ベーカールー線、ミルトン・キーズ - イースト・クロイドン、ワトフォードDC線 |
| Harrow-on-the-Hill station                         | ハーロウ＝オン＝ザ＝ヒル駅                           | メトロポリタン線、ロンドン-エイルズベリー線 |
| Burnt Oak station                                  | バーント・オーク駅                                   | ノーザン線 |
| Barnehurst station                                 | バーンハースト駅                                     | ベクスリーヒース線 |
| Herne Hill station                                 | ハーン・ヒル駅                                       | サットン・ループ線、チルターン本線 |
| Highgate station                                   | ハイゲート駅                                         | ノーザン線 |
| High Street Kensington station                     | ハイ・ストリート・ケンジントン駅                     | サークル線、ディストリクト線 |
| Highams Park station                               | ハイナムズ・パーク駅                                 | リー・ヴァレー・ラインズ |
| Hainault station                                   | ハイノールト駅                                       | セントラル線 Hainault は /ˈheɪnɔːlt/ or /ˈheɪnəʊlt/ ハイノールトは誤り。 ヘイノールト |
| High Barnet station                                | ハイ・バーネット駅                                   | ノーザン線 |
| Highbury & Islington station                       | ハイベリー&イズリントン駅                            | イーストロンドン線、ヴィクトリア線、ノーザン・シティ線、ノース・ロンドン線 |
| Bowes Park station                                 | バウズ・タウン駅                                     | ハートフォード・ループ線 |
| Bounds Green station                               | バウンズ・グリーン駅                                 | ピカデリー線 |
| Hounslow East station                              | ハウンズロー・イースト駅                             | ピカデリー線 |
| Hounslow West station                              | ハウンズロー・ウェスト駅                             | ピカデリー線 |
| Hounslow Central station                           | ハウンズロー・セントラル駅                           | ピカデリー線 |
| Hackney Wick station                               | ハクニー・ウィック駅                                 | ノース・ロンドン線 |
| Hackney Central station                            | ハクニー・セントラル駅                               | ノース・ロンドン線 |
| Hackney Downs station                              | ハクニー・ダウンズ駅                                 | ウェスト・アングリア本線、リー・ヴァレー・ラインズ |
| Hackbridge station                                 | ハックブリッジ駅                                     | サットン&モール・ヴァレー・ラインズ、サットン・ループ線 |
| Hatch End station                                  | ハッチ・エンド駅                                     | ワトフォードDC線 |
| Putney station                                     | パットニー駅                                         | ウォータールー-ウィンザー&イートン線、キングストン・ループ線、ハウンスロー・ループ線 |
| Putney Bridge station                              | パットニー・ブリッジ駅                               | ディストリクト線 |
| Hatton Cross station                               | ハットン・クロス駅                                   | ピカデリー線 |
| Paddington station                                 | ※パディントン駅                                      | グレート・ウェスタン本線、サークル線、チルターン本線、ディストリクト線、ナイト・リビエラ、ハマースミス&シティー線、ヒースロー・エクスプレス、ヒースロー・コネクト、ベーカールー線、クロスレール（予定）他1支線 |
| Hadley Wood station                                | ハドリー・ウッド駅                                   | イースト・コースト本線 |
| Hammersmith station (Piccadill and District Lines) | ハマースミス駅 (ピカデリー線、ディストリクト線)      | ディストリクト線、ピカデリー線 |
| Hammersmith station (Hammersmith & City Line)      | ハマースミス駅 (ハマースミス&シティー線、サークル線) | ハマースミス&シティー線、サークル線 |
| Hampstead station                                  | ハムステッド駅                                       | ノーザン線 |
| Hampstead Heath station                            | ハムステッド・ヒース駅                               | ノース・ロンドン線 |
| Balham station                                     | バラム駅                                             | アウター・サウス・ロンドン線、ウェスト・ロンドン線、サットン&モール・ヴァレー・ラインズ、ノーザン線 |
| Harrington Road stop                               | ハリントン・ロード駅                                 | トラムリンク・ルート2 |
| Harlesden station                                  | ハレスデン駅                                         | ベーカールー線、ワトフォードDC線 |
| Holloway Road station                              | ハロウェイ・ロード駅                                 | ピカデリー線 |
| Barons Court station                               | バロンズ・コート駅                                   | ディストリクト線、ピカデリー線 |
| Hanwell station                                    | ハンウェル駅                                         | グレート・ウェスタン本線、ヒースロー・コネクト |
| Hanger tube station                                | ハンガー・レーン駅                                   | セントラル線 |
| Bank and Monument stations                         | バンク駅                                             | ウォータールー&シティー線、セントラル線、ドックランズ・ライト・レイルウェイ、ノーザン線 |
| Heathrow Central station                           | ヒースロー・セントラル駅                             | ヒースロー・エクスプレス、ヒースロー・コネクト |
| Heathrow Terminals 1,2,3 station                   | ヒースロー・ターミナルズ1,2,3駅                      | ピカデリー線 |
| Heathrow Terminal 4 railway station                | ヒースロー・ターミナル4駅                            | ヒースロー・コネクト |
| Heathrow Terminal 4 station                        | ヒースロー・ターミナル4駅 (ロンドン地下鉄)           | ピカデリー線 |
| Heathrow Terminal 5 station                        | ヒースロー・ターミナル5駅                            | ヒースロー・エクスプレス、ピカデリー線 |
| Piccadilly Circus station                          | ピカデリー・サーカス駅                               | ピカデリー線、ベイカールー線 |
| Pimlico station                                    | ピムリコ駅                                           | ヴィクトリア線 |
| Hillingdon station                                 | ヒリングドン駅                                       | ピカデリー線、メトロポリタン線 |
| Farringdon station                                 | ファリンドン駅                                       | ケンティッシュ・タウン - セブンオークス、サークル線、テムズリンク、ハマースミス&シティー線、メトロポリタン線                                                                                                   |
| Falconwood station                                 | ファルコンウッド駅                                   | ベクスリーヒース線 |
| Fieldway stop                                      | フィールドウェイ駅                                   | トラムリンク・ルート3 |
| Phipps Bridge stop                                 | フィップス・ブリッジ駅                               | トラムリンク・ルート3 |
| Finsbury Park station                              | フィンズベリー・パーク駅                             | イースト・コースト本線、ヴィクトリア線、ノーザン・シティ線、ピカデリー線 |
| Finchley Central station                           | フィンチリー・セントラル駅                           | ノーザン線 |
| Finchley Rood station                              | フィンチリー・ロード駅                               | ジュビリー線、メトロポリタン線 |
| Finchley Road & Frognal station                    | フィンチリー･ロード&フログナル駅                     | ノーザン・ロンドン線 |
| Fairlop station                                    | フェアロップ駅                                       | セントラル線 |
| Fenchurch Street station                           | ※フェンチャーチ・ストリート駅                        | ロンドン・ティルベリー&サウスエンド線 |
| Forest Gate station                                | フォレスト・ゲート駅                                 | グレート・イースタン本線 |
| Bush Hill Park station                             | ブッシュ・ヒル・パーク駅                             | リー・ヴァレー・ラインズ |
| Pudding Mill Lane station                          | プディング・ミル・レーン駅                           | ドックランズ・ライト・レイルウェイ |
| Plaistow station                                   | プライストウ駅                                       | ディストリクト線、ハマースミス&シティー線 |
| Blackwall station                                  | ブラックウォール駅 (DLR)                             | ドックランズ・ライト・レイルウェイ |
| Blackheath station                                 | ブラックヒース駅                                     | ノース・ケント線、ベクスリーヒース線 |
| Blackfriars station                                | ブラックフライアーズ駅                               | サークル線、ディストリクト線、テムズリンク 他1路線 |
| Blackhorse Lane stop                               | ブラックホース・レーン駅                             | トラムリンク・ルート1、トラムリンク・ルート2 |
| Blackhorse Road station                            | ブラックホース・ロード駅                             | ヴィクトリア線、ゴスペル・オーク-バーキング線 |
| Fulham Broadway station                            | フラム・ブロードウェイ駅                             | ディストリクト線 |
| Brixton station                                    | ブリクストン駅                                       | チャタム本線 |
| Brimsdown station                                  | ブリムスダウン駅                                     | ウェスト・アングリア本線、リー・ヴァレー・ラインズ |
| Prince Regent station                              | プリンス・リージェント駅                             | ドックランズ・ライト・レイルウェイ |
| Bruce Grove station                                | ブルース・グローブ駅                                 | リー・ヴァレー・ラインズ |
| Brent Cross station                                | ブレント・クロス駅                                   | ノーザン線 |
| Bromley South station                              | ブロムリー・サウス駅                                 | チャタム本線、ミッドストーン・イースト線、ケンティッシュ・タウン - セブンオークス |
| Bromley North station                              | ブロムリー・ノース駅                                 | ブロムリー・ノース線 |
| Bromley-by-Bow station                             | ブロムリー＝バイ＝ボウ駅                             | ディストリクト線、ハマースミス&シティー線 |
| Brondesbury station                                | ブロンズベリー駅                                     | ノース・ロンドン線 |
| Brondesbury Park station                           | ブロンズベリー・パーク駅                             | ノース・ロンドン線 |
| Baker Street station                               | ベイカー・ストリート駅                               | サークル線、ジュビリー線、ハマースミス&シティー線、ベーカールー線、メトロポリタン線 |
| Hayes and Harlington station                       | ヘイズ・アンド・ハーリントン駅                       | グレート・ウェスタン本線、ヒースロー・コネクト |
| Bayswater station                                  | ベイズウォーター駅                                   | サークル線、ディストリクト線 |
| Haydons Road station                               | ヘイドンズ・ロード駅                                 | サットン・ループ線 |
| Bexleyheath station                                | ベクスリーヒース駅                                   | ベクスリーヒース線 |
| Beckenham Junction station                         | ベケクナム・ジャンクション駅                         | チャタム本線、トラムリンク・ルート2、ミッド＝ケント線、ミッドストーン・イースト線 他1路線 |
| Beckenham Road stop                                | ベケナム・ロード駅                                   | トラムリンク・ルート2 |
| Beckenham Hill station                             | ベケナム・ヒル駅                                     | キャットフォード・ループ線 |
| Becontree station                                  | ベコンツリー駅                                       | ディストリクト線 |
| Bethnal Green station                              | ベスナル・グリーン駅                                 | ウェスト・アングリア本線、リー・ヴァレー・ラインズ |
| Bethnal Green tube station                         | ベスナル・グリーン駅 (ロンドン地下鉄)                | セントラル線 |
| Peckham Rye station                                | ペッカム・ライ駅                                     | サウス・ロンドン線、サットン&モール・ヴァレー・ラインズ、ヴィクトリア - ダートフォード 他1路線 |
| Beckton station                                    | ベックトン駅 (DLR)                                   | ドックランズ・ライト・レイルウェイ |
| Beckton Park station                               | ベックトン・パーク駅                                 | ドックランズ・ライト・レイルウェイ |
| Headstone Lane station                             | ヘッドストーン・レーン駅                             | ワトフォードDC線 |
| Beddington Lane stop                               | ベディングトン・レーン駅                             | トラムリンク・ルート3 |
| Bellingham station                                 | ベリンガム駅                                         | キャットフォード・ループ線 |
| Belgrave Walk stop                                 | ベルグレーヴ・ウォーク駅                             | トラムリンク・ルート3 |
| Belsize Park station                               | ベルサイズ・パーク駅                                 | ノーザン線 |
| Heron Quays station                                | ヘレン・キーズ駅                                     | ドックランズ・ライト・レイルウェイ |
| Hendon station                                     | ヘンドン駅                                           | テムズリンク |
| Hendon Central station                             | ヘンドン・セントラル駅                               | ノーザン線 |
| Bow Church station                                 | ボウ・チャーチ駅                                     | ドックランズ・ライト・レイルウェイ |
| Bow Road station                                   | ボウ・ロード駅                                       | ディストリクト線、ハマースミス&シティー線 |
| Hornsey station                                    | ホーンゼイ駅                                         | イースト・コースト本線 |
| Hornchurch station                                 | ホーンチャーチ駅                                     | ディストリクト線 |
| Vauxhall station                                   | ヴォクソール駅                                       | ヴィクトリア線、サウス・ウェスタン本線 |
| Boston Manor station                               | ボストン・マナー駅                                   | ピカデリー線 |
| Poplar station                                     | ポプラ駅                                             | ドックランズ・ライト・レイルウェイ |
| Homerton station                                   | ホマトン駅                                           | ノース・ロンドン線 |
| Holland Park station                               | ホランド・パーク駅                                   | セントラル線 |
| Holborn station                                    | ホルボーン駅                                         | ピカデリー線、セントラル線 |
| Borough station                                    | ボロ駅                                               | ノーザン線 |
| White City station                                 | ホワイト・シティー駅                                 | セントラル線 |
| Whitechapel station                                | ホワイトチャペル駅                                   | イースト・ロンドン線、ディストリクト線、ハマースミス&シティー線 |
| White Hart Lane station                            | ホワイト・ハート・ライン駅                           | リー・ヴァレー・ラインズ |
| Ponders End station                                | ポンダーズ・エンド駅                                 | ウェスト・アングリア本線、リー・ヴァレー・ラインズ |
| Pontoon Dock station                               | ポントゥーン・ドック駅                               | ドックランズ・ライト・レイルウェイ |
| Bond Street station                                | ボンド・ストリート駅                                 | ジュビリー線、セントラル線、クロスレール（2017年から） |

### ま行
| 駅名（英語表記）            | 駅名（日本語表記）               | 路線                                                                                                |
| --------------------------- | -------------------------------- | --------------------------------------------------------------------------------------------------- |
| Merton Park stop            | マートン・パーク駅               | トラムリンク・ルート3                                                                               |
| Marble Arch station         | マーブル・アーチ駅               | セントラル線                                                                                        |
| Mile End station            | マイル・エンド駅                 | セントラル線、ディストリクト線、ハマースミス&シティー線                                             |
| Manor Park station          | マナー・パーク駅                 | グレート・イースタン本線                                                                            |
| Manor House station         | マナー・ハウス駅                 | ピカデリー線                                                                                        |
| Mansion House station       | マンション・ハウス駅             | サークル線、ディストリクト線                                                                        |
| Mitcham Eastfields station  | ミッチャム・イーストフィールズ駅 | サットン&モール・ヴァレー・ラインズ、サットン・ループ線                                             |
| Mitcham Junction station    | ミッチャム・ジャンクション駅     | サットン&モール・ヴァレー・ラインズ、サットン・ループ線、トラムリンク・ルート3                      |
| Mitcham stop                | ミッチャム駅                     | トラムリンク・ルート3                                                                               |
| Mill Hill East station      | ミル・ヒル・イースト駅           | ノーザン線                                                                                          |
| Mill Hill Broadway station  | ミル・ヒル・ブロードウェイ駅     | テムズリンク、ルートン - セヴンオークス                                                             |
| Moorgate station            | ムーアゲート駅                   | サークル線、テムズリンク、ノーザン線、ノーザン・シティ線、ハマースミス&シティー線、メトロポリタン線 |
| Maryland station            | メリーランド駅                   | グレート・イースタン本線                                                                            |
| Marylebone station          | ※メリルボーン駅                  | チルターン本線、ベーカールー線、ロンドン-エイルズベリー線、ロンドン - レックスハム                  |
| Morden station              | モーデン駅                       | ノーザン線                                                                                          |
| Morden South station        | モーデン・サウス駅               | サットン・ループ線                                                                                  |
| Morden Road stop            | モーデン・ロード駅               | トラムリンク・ルート3                                                                               |
| Mornington Crescent station | モーニントン・クレセント駅       | ノーザン線                                                                                          |
| Bank and Monument stations  | モニュメント駅                   | サークル線、ディストリクト線                                                                        |

### や行
| 駅名（英語表記）      | 駅名（日本語表記）            | 路線                                                                                  |
| --------------------- | ----------------------------- | ------------------------------------------------------------------------------------- |
| Euston station        | ※ユーストン駅                 | ウェスト・コースト本線、カレドニアン・スリーパー、ワトフォードDC線、ロンドン - クルー |
| Euston Spuare station | ユーストン・スクエア駅        | サークル線、ハマースミス&シティー線、メトロポリタン線                                 |
| Euston station        | ユーストン駅 (ロンドン地下鉄) | ノーザン線、ヴィクトリア線                                                            |

### ら行
| 駅名（英語表記）              | 駅名（日本語表記）               | 路線 |
| ----------------------------- | -------------------------------- | --- |
| Ruislip station               | ライスリップ駅                   | ピカデリー線、メトロポリタン線 |
| Ruislip Gardens station       | ライスリップ・ガーデンズ駅       | セントラル線 |
| Ruislip Manor station         | ライスリップ・マナー駅           | ピカデリー線、メトロポリタン線 |
| Limehouse station             | ライムハウス駅                   | ドックランズ・ライト・レイルウェイ、ロンドン・ティルベリー・アンド・サウスエンド線                                                                                               |
| Russell Square station        | ラッセル・スクウェア駅           | ピカデリー線 |
| Latimer Road station          | ラティマー・ロード駅             | ハマースミス&シティー線 |
| Loughborough Junction station | ラフバラー・ジャンクション駅     | サットン・ループ線、ブラックフライアーズ - ベケナム・ジャンクション（ピーク時）                                                                                                  |
| Ravenscourt Park station      | ラヴェンズコート・パーク駅       | ディストリクト線 |
| Lancaster Gate station        | ランカスター・ゲート駅           | セントラル線 |
| Langdon Park station          | ラングドン・パーク駅             | ドックランズ・ライト・レイルウェイ |
| Regent's Park station         | リージェンツ・パーク駅           | ベーカールー線 |
| Richmond station (London)     | リッチモンド駅 (ロンドン)        | ウォータールー-レディング線、ステインズ-ウィンザー線、ディストリクト線、ノース・ロンドン線                                                                                       |
| Liverpool Street station      | ※リバプール・ストリート駅        | ウェスト・アングリア本線、グレート・イースタン本線、サークル線、スタンステッド・エクスプレス、セントラル線、メトロポリタン線、ハマースミス&シティー線 他3路線                    |
| Lewisham station              | ルイシャム駅                     | サウス・イースタン本線、ドックランズ・ライト・レイルウェイ、ノース・ケント線 他4路線                                                                                             |
| Leyton station                | レイトン駅                       | セントラル線 |
| Leytonstone station           | レイトンストーン駅               | セントラル線 |
| Leytonstone High Road station | レイトンストーン・ハイ・ロード駅 | ゴスペル・オーク-バーキング線 |
| Leyton Midland Road station   | レイトン・ミッドランド・ロード駅 | ゴスペル・オーク-バーキング線 |
| Rayners Lane station          | レイナーズ・レーン駅             | ピカデリー線、メトロポリタン線 |
| Ravensbourne station          | レイボンズボーン駅               | キャットフォード・ループ線 |
| Rectory Road station          | レクトリー・ロード駅             | リー・ヴァレー・ラインズ |
| Leicester Square station      | レスター・スクウェア駅           | ノーザン線、ピカデリー線 |
| Redbridge station             | レッドブリッジ駅                 | セントラル線 |
| Lebanon Road stop             | レバノン・ロード駅               | トラムリンク（全線） |
| Lloyd Park stop               | ロイド・パーク駅                 | トラムリンク・ルート3 |
| Royal Albert station          | ロイヤル・アルバート駅           | ドックランズ・ライト・レイルウェイ |
| Royal Victoria station        | ロイヤル・ヴィクトリア駅         | ドックランズ・ライト・レイルウェイ |
| Roding Valley station         | ローディング・ヴァレー駅         | セントラル線 |
| Romford station               | ロムフォード駅                   | グレート・イースタン本線、ロムフォード-アップミンスター線 |
| London Victoria Station       | ※ロンドン・ヴィクトリア駅        | ヴィクトリア線、ガドウィック・エクスプレス、キャットフォード・ループ線、サークル線、チャタム本線、ディストリクト線、ブライトン本線、ベニス・シンプロン・オリエント・エクスプレス |
| London City Airport station   | ロンドン・シティ空港駅           | ドックランズ・ライト・レイルウェイ |
| London Fields station         | ロンドン・フィールズ駅           | ウェスト・アングリア本線、リー・ヴァレー・ラインズ |
| London Bridge station         | ロンドン・ブリッジ駅             | サウス・イースタン本線、ジュビリー線、テムズリンク、ノーザン線、ブライトン本線 他1支線4路線                                                                                      |

### わ行
| 駅名（英語表記）        | 駅名（日本語表記）     | 路線                          |
| ----------------------- | ---------------------- | ----------------------------- |
| Wanstead station        | ワンステッド駅         | セントラル線                  |
| Wanstead Park station   | ワンステッド・パーク駅 | ゴスペル・オーク-バーキング線 |
| Wandsworth Town station | ワンズワース・タウン駅 | ウォータールー-レディング線   |
| Wandsworth Road station | ワンズワース・ロード駅 | サウス・ロンドン線            |
| Wandle Park stop        | ワンドル・パーク駅     | トラムリンク・ルート3         |